# Hernando de Soto
 Ovo je glavno značenje pojma Hernando de Soto. Za druga značenja pogledajte Hernando de Soto (razdvojba).
Hernando de Soto (Extremadura, 1496./1497. – vjerojatno Mississippi, 21. svibnja 1542.), španjolski istraživač i konkvistador.
Sudjelovao je u osvajanju Paname uz Pedro Arias de Ávila (Pedrarias), Nikaragve i španjolskom osvajanju Perua zajedno s Franciscom Pizarrom.
Kasnije je de Soto vodio najveću ekspediciju 15. i 16. stoljeća kroz današnje područje jugoistočnih i srednjezapadnih država SADa u potrazi za zlatom, srebrom i ostalim vrijednostima. 
Smatra se da je umro na obalama rijeke Mississippi u blizini današnjeg Lake Village, Arkansas.

## Vanjske poveznice
- De Soto Memorial na Floridi
- De Soto u Georgiji  Arhivirana inačica izvorne stranice od 16. studenoga 2007. (Wayback Machine)
- Karta rute ekspedicije  Arhivirana inačica izvorne stranice od 6. veljače 2012. (Wayback Machine)
- De Sotova mladost  Arhivirana inačica izvorne stranice od 24. rujna 2015. (Wayback Machine)
- Izvještaj o istraživanju rekonstrukcije rute ekspedicije
- Detaljno objašnjenje alternativne rute ekspedicije do Velikih jezera  Arhivirana inačica izvorne stranice od 11. prosinca 2015. (Wayback Machine)
- Karta alternativne rute ekspedicije  Arhivirana inačica izvorne stranice od 16. studenoga 2015. (Wayback Machine)